# Холмский уезд (Псковская губерния)
Хо́лмский уе́зд (рус. дореф. Холмскій уѣздъ) — административная единица Псковской губернии Российской империи. По площади занимал 6149,7 км² (5763,6 кв. вёрст), население по состоянию на 1901 год — 90 593 человек. Уездным городом являлся Холм.

## История
До XVIII века территория будущего Холмского уезда относилась к Деревской пятине Новгородской земли.

### В составе Российской империи
В 1738 году Холмский посад перешёл в подчинение Торопецкой воеводской канцелярии, и в нём была учреждена земская изба.
В 1767 году Холм был приписан к Ингерманландской провинции Санкт-Петербургской губернии.
3 августа 1777 года при рассмотрении вопроса о переустройстве административно-территориального деления Новгородской губернии был издан Указ о переименовании Холмского посада в город Холм и о причислении его к Псковскому наместничеству. На территории вновь образованного уезда находилось 31 село, 271 сельцо и 1 677 деревень, но в 1796 году город Холм был переведён за штат. С 1802 года Холмский уезд восстановлен в составе Псковской губернии. В 1824 году часть волостей уезда была предана в состав вновь созданного Демянского уезда Новгородской губернии.
В 1861 году в Холмском уезде было 43 000 крепостных и 107 000 десятин пашни. Отсюда отправляли по реке Ловать в основном овёс в Петербург.
По переписи 1897 года в Холмском уезде было учтено 88 000 душ населения, из них грамотных около 9 000 человек. Высшее образование имели трое. Образованием занимались 58 человек, наукой и литературой — двое. Стража состояла из 34 человек, врачей и санитаров было 33.
Во второй половине XIX века в Холмском уезде действовала Земская почта.
В начале XX века уезд именовался как  Боброво-Холмский уезд Псковской губернии .

### При советской власти
В 1927 году на территории Холмского уезда был образован Холмский район в составе Великолукского округа Ленинградской области, в Ленинградскую область тогда вошли в том числе и территории упразднённых Новгородской и Псковской губерний.

### Современное состояние
Сейчас территория бывшего Холмского уезда входит в состав 3 областей: Новгородской области (Холмский район), Тверской области (части Торопецкого, Андреапольского районов) и Псковской области (части Бежаницкого, Локнянского и Великолукского районов).

## Географическое положение
По состоянию на начало XX века Холмский уезд располагался в восточной части Псковской губернии и граничил с Новоржевским уездом на западе, Великолукским и Торопецким уездами на юге, с Новгородской губернией на севере и с Тверской на востоке.

## Состав уезда
- Загорская волость
- Зуевская волость
- Каменская волость
- Медовская волость
- Полистовская волость
- Тухомичская волость
- Холмская волость

## Примечание
1. ↑  Памятная книжка Псковской губернии 1913—1914 гг. Архивная копия от 13 сентября 2018 на Wayback Machine (1914psk.pdf)
2. ↑  Холм, уездный город Псковской губернии // Энциклопедический словарь Брокгауза и Ефрона : в 86 т. (82 т. и 4 доп.). — СПб., 1903. — Т. XXXVIIa. — С. 523–524.
3. ↑  ДУХОВНАЯ ЖИЗНЬ ДЕМЯНСКОГО УЕЗДА ДО 1917 Г. (недоступная ссылка)\\Журнал «София» (№ 1 за 2002 г.)
4. ↑  Земские марки Холмского уезда. Дата обращения: 20 сентября 2007. Архивировано из оригинала 27 сентября 2007 года.